# Latence (informatique)
Pour les articles homonymes, voir Latence.
« lag » redirige ici. Pour le fabricant homophone français de guitares, voir Lâg.
En informatique, la latence (ou délai de transit, ou retard) est le délai de transmission dans les communications informatiques (on trouve souvent l’anglicisme lag).
Il désigne le temps nécessaire à un paquet de données pour passer de la source à la destination à travers un réseau. 
À n'importe quel paquet transmis par réseau correspond donc une valeur de latence. Le terme est néanmoins utilisé pour désigner les délais plus longs, perceptibles par les utilisateurs.
On parle aussi de latence pour le temps d'accès à une information sur une mémoire ou un système de stockage (disque ou bande magnétique).

## Latence réseau
Aucun signal ne peut être plus rapide que la vitesse de la lumière. Dans un réseau local les distances sont petites et cela n'a quasiment aucun impact, mais sur des réseaux longue distance cela devient significatif ; dans des conditions parfaites la lumière met environ 5 ms pour parcourir 1 600 km, et dans une fibre optique compte tenu de la réfraction le signal met environ 7,5 ms pour cette même distance.

### Cause d'un délai
La latence peut être occasionnée par plusieurs causes.
Une capacité réseau insuffisante : La transmission des paquets de données est soit ralentie par un routeur parce que le réseau ne possède pas une bande passante suffisante, c’est-à-dire qu'il ne peut faire face au nombre de paquets envoyés ou demandés, soit parce que les paquets passent par un grand nombre de routes différentes avant d'atteindre leur destination. La bande passante d'une zone où les paquets circulent normalement sans problème peut par exemple être réduite pendant les heures de plus grande activité, ainsi, un paquet devra être mis dans une file d'attente à chaque routeur avant de continuer son chemin. Les encombrements aux heures de pointe constituent une bonne analogie de la question.
Une capacité de calcul inefficace ou insuffisante : La latence est parfois causée par le délai engendré par une requête inhabituelle qui ne figure pas encore en mémoire cache, ou si la requête demande une importante capacité de calcul. Ce type de ralentissement est à différencier des autres car il est uniquement lié au matériel.
Une contrainte technique : En fonction de la technique employée, le traitement et la transmission des signaux peut demander un délai variable. Les réseaux de transmission par satellite géostationnaire, par exemple, impliquent un délai minimal de l'ordre de 270 ms, il en va de même de réseaux câblés sur de très longues distances.
Le réordonnancement des paquets : Avec IP, il est possible que les paquets arrivent à la destination finale dans un ordre différent de celui utilisé pour l'expédition. Certaines implémentations de protocoles (notamment le jeu en temps réel) exigent une arrivée ordonnée des paquets et rejetteront les paquets arrivés hors séquence, comptant alors sur les retransmissions pour reconstituer le flux de données original, ce qui cause des délais anormalement élevés.

### Conséquences de la latence
À cause de la latence, les temps de réponse de certaines applications se trouvent augmentés, ce qui peut s'avérer gênant pour les communications interactives. En téléphonie, on estime qu'un délai de 150 ms est nettement perceptible, et que 300 ms et plus rendent la communication très difficile,.

### Latence et gigue
La variation de la latence dans le temps est appelée « gigue » (jitter en anglais). Une gigue  élevée signifie que les délais sont fortement variables, ce qui perturbe les protocoles en temps réel.

### Jeu
Dans le cadre des jeux vidéo, le lag est un anglicisme qui désigne les effets d'une connexion Internet ralentie ou intermittente en raison de problèmes serveurs ou plus souvent encore à cause d'un problème de connexion entre le client et le serveur. 
Cela peut être un handicap sérieux pour les joueurs affectés, qui subiront alors un décalage temporel plus ou moins important ou des à-coups pouvant aller jusqu'à une action à l'écran provisoirement bloquée (appelée freeze), d'autant plus que tout ou partie des autres joueurs bénéficieront pour leur part d'un jeu fluide.

## Latence en stockage

### Mémoire
Le temps de latence mesure le délai entre l'envoi de la commande d'accès à une adresse mémoire et la réponse correspondante.

### Disque
Le temps de latence des disques mécaniques est lié au temps d'accès des têtes de lecture sur le plateau, et au traitement par le contrôleur disque. Ce délai a presque disparu avec l'arrivée des disques SSD. Un disque mécanique tournant à 7200 tr/min a une latence moyenne de 4,2 millisecondes (la moitié du temps pour faire un tour complet), un disque 15 000 tr/min a une latence rotationnelle moyenne de 2 ms. A titre de comparaison, un disque SDD a une latence inférieure à 100 microsecondes.